# Автобан

Знак автобану в Німеччині

Знак автобану в Австрії

Знак автобану у Швейцарії

Автобан (нім. Autobahn, дослівно — «автомобільна траса», також «федеральний автобан») — автомагістраль у Німеччині, Австрії та Швейцарії. Німецькі автобани є єдиною у світі системою, на яких максимальна швидкість не обмежується законом.

## Історія створення
Будівництво автобанів розпочалось наприкінці 1920-х років у період реалізації урядом Веймарської республіки програм громадських робіт, один з напрямків яких — боротьба з безробіттям. Назву «автобан» уперше вжив 1929 року Роберт Отцен, що був головою так званого проекту автобану HaFraBa (скорочення від німецьких назв міст Ганза — Франкфурт-на-Майні — Базель). Першим у світі автобаном була траса АФУС у лісі Грюневальд (Берлін), яку було відкрито 24 вересня 1921 р.

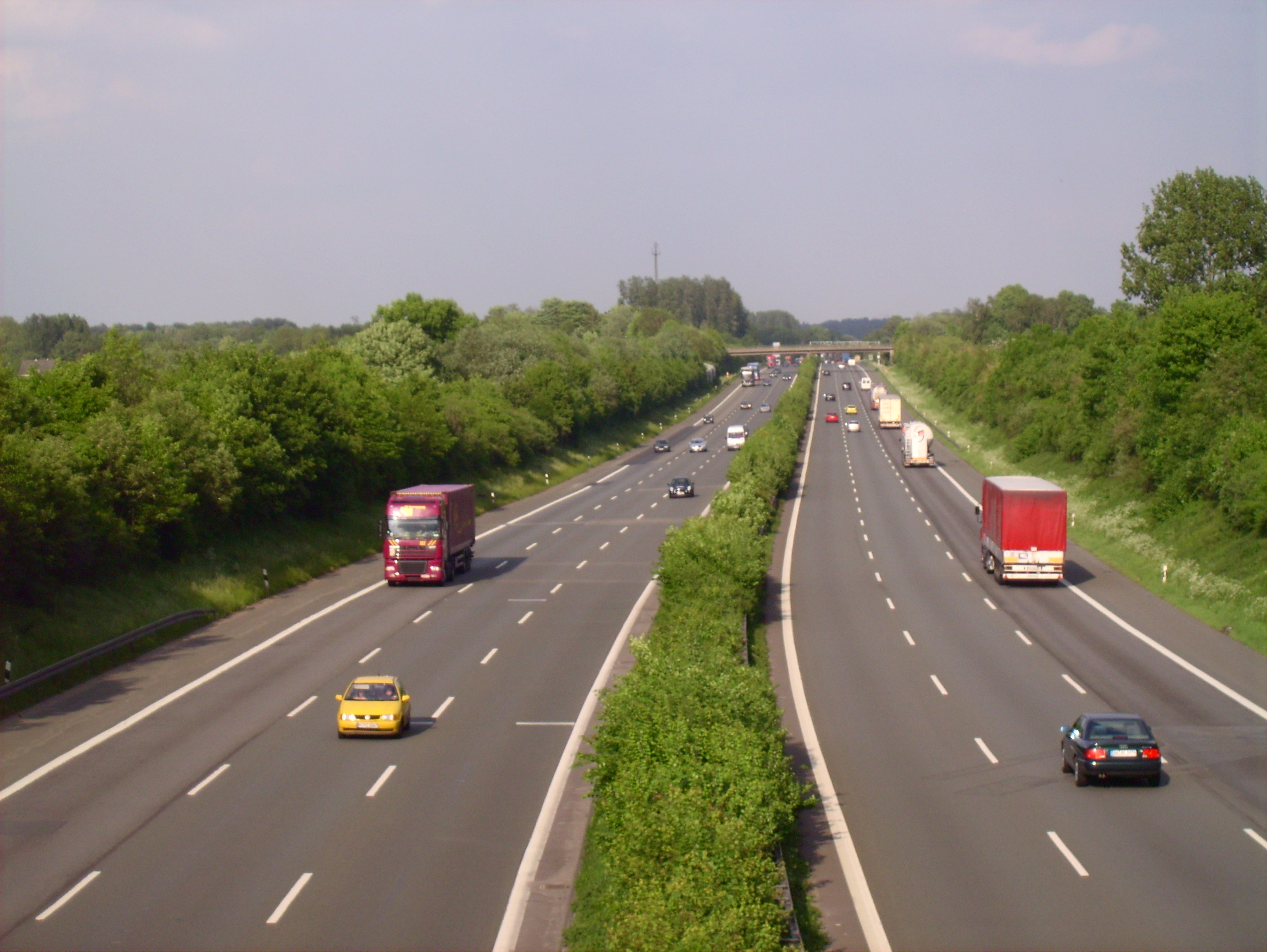
Автобан А2 Берлін-Рур в р-ні Люнена

Поняття автобану виникло у 1932 р. та означало швидкісну трасу одностороннього руху із транспортними розв'язками. Тоді у галузевому журналі проект HaFraBa був перейменований в автобан по аналогії із залізницею (нім. Eisenbahn). У цьому сенсі перший автобан у Німеччині, що сполучав два міста (Кельн — Бонн), був відкритий 6 серпня 1932 року обер-бургомістром Кельну Конрадом Аденауером. Це була дорога із транспортними розв'язками 20 км завдовжки (сьогодні це траса ).
[джерело?]З приходом до влади в Німеччині нацистів і призначенням Ф. Тодта головним інспектором шляхів, на будівництво автобанів по всій території країни почали виділяти величезні кошти. Будівництво автобанів перебувало під жорстким контролем не лише Ф. Тодта, але й вищого військового командування і особисто А. Гітлера.
У середині 1930-х років до реалізації програми будівництва автобанів було залучено понад 30 тисяч робітників. На початок Другої світової війни їх кількість збільшилась до 52 тисяч.

## Влаштування автобанів

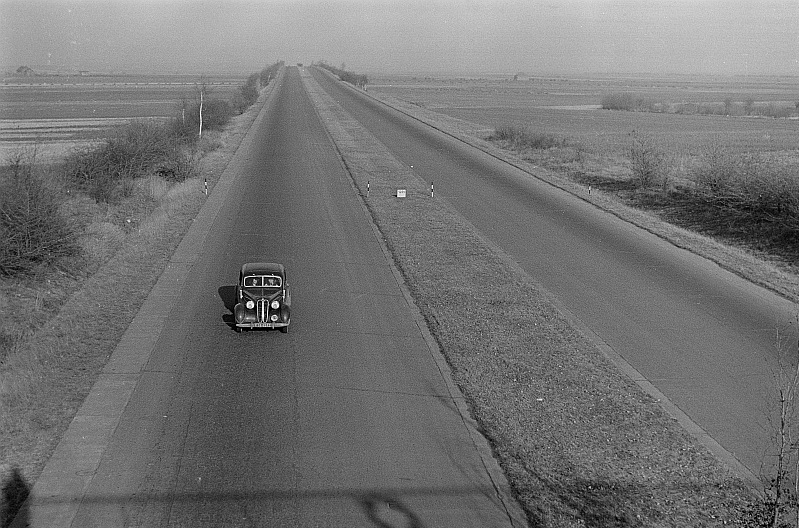
Німецький автобан 1951 рік.

Призначена для руху транспортних засобів з високою швидкістю, проїжджі частини для кожного напрямку руху розділені бар'єром або іншим будівельно-технічним чином і мають не менше двох смуг для руху в кожному напрямку, а також узбіччя з твердим покриттям для зупинки у випадках аварії або несправності автомобіля.
На автобанах відсутні перехрестя і, відповідно, світлофори. Перетини автобанів виконані виключно багаторівневими розв'язками. Всі з'їзди і виїзди на автобани обладнані смугами уповільнення і прискорення, довжина яких в середньому дорівнює 300 м. Виїзд на автобани для транспортних засобів, максимальна дозволена швидкість яких нижче 60 км/год (наприклад, мопеди або трактори), а також для велосипедного і гужового транспорту заборонений. Також на автобанах заборонено пішохідний рух.
У Німеччині велика частина автобанів обгороджена спеціальними парканами, що запобігають появі диких тварин на проїзній частині.
Шляховим покриттям як правило є асфальтобетон або бетон — збірний залізобетон (плити на всю ширину смуги — 5х6 м) або монолітний залізобетон. Покриття шляху багатошарове, верхній шар з бетону має товщину 18–30 см і розрахований на використання протягом 30–40 років.
Асфальт при будівництві або ремонті шляху, як правило, застосовується як тимчасове покриття.

## Зони рекреації
Для зупинок та відпочинку на автобанах існує ціла мережа автопарковок, які позначені на відповідних дорожніх знаках з підказкою відстані до найближчої (в км):
- Паркінг (P) — невеличкий майданчик для відпочинку (як правило обладнаний лавами, стільцями та урнами для сміття)
- Паркінг + туалет (P + WC) — те ж саме, плюс будівля безкоштовного туалету
- Паркінг-Заправка (Autbahn-Tankstelle) — великий паркінг з автозаправкою, компактним автосервісом, кіоск, кафе-закусочна.
- Автоподвір'я, Парк відпочинку (Autohof, Autobahn-Raststätte) — паркінг, автозаправка, автосервіс, кафе, ресторан, магазини, дитячій майданчик, готель-мотель, розважальний центр, тощо (в цьому випадку безкоштовного туалету ззовні може не бути)

## Правила руху на автобанах
У Німеччині, згідно з правилами руху, загальне обмеження швидкості для легкового автотранспорту і мотоциклів відсутнє. Замість нього є так звана рекомендована швидкість для «звичайних» транспортних засобів (тобто таких, що не мають спеціальних швидкісних автошин, та не обладнані потужнішими гальмами), яка становить 130 км/год. Для вантажного транспорту та великих автобусів швидкість обмежена 80 км/год або 100 км/год, в залежності від конструктивних приписів.
В Австрії та Швейцарії на автобанах прийняті обмеження швидкості 130 км/год і 120 км/год відповідно. На багатьох ділянках автобанів у зв'язку з тимчасовим ремонтом, або внаслідок екологічної ситуації, діють локальні обмеження швидкості про що сповіщають відповідні знаки.
Для важкого вантажного автотранспорту (загальна дозволена маса понад 12 т) проїзд по автобанах Німеччини з 2000 року платний. Розмір збору за користування автобанами вираховується спеціальною системою Toll Collect, що відстежує відстань, яку конкретний автомобіль проїхав по автобанах країни. В Австрії та Швейцарії збір стягується і з легкових автомобілів — на тимчасовій основі. Оплата збору засвідчується віньєткою, що наклеюється на вітрове скло автомобіля. На віньєтці вказаний період часу, за який сплачено збір.
На автобані правилами також заборонено:
- гальмування без причини;
- рух заднім ходом;
- рухатись занадто близько («впритул») до транспорту, що їде попереду;
- зупинятися поза спеціально відведених для цього місць. При технічній поломці (нім. Autopanne), або несправності авто автобан слід покинути на найближчому виїзді. В разі неможливості, слід зупинитися на аварійній смузі, ввімкнути аварійні вогні та виставити попереджувальний аварійний трикутник на відстані 50 м від власного авто та викликати технічну допомогу. Останнім часом правила рекомендують пасажирам, що чекають на допомогу поза їх авто, поряд з проїжджою смугою — надягати яскраві попереджаючі жилети жовтої або оранжевої фосфорицуючої фарби. Зупинятися без необхідності на цій смузі, або займати її під час заторів — заборонено. В разі заторів або аварій ця смуга передбачена для проїзду спеціального транспорту — аварійних та пожежних машин, швидкої медичної допомоги та поліції;

- На автобанах, як і всюди на шосе в Німеччині, дозволяється лівосторонній обгін;
- На багатосмугових автобанах діє беззаперечне правило: «обігнав — прийми праворуч» (тобто, якщо ви обігнали транспорт, який рухається повільніше вас по правій смузі, не займайте тривало ліву смугу, тому що позаду може рухатися транспорт значно швидше вашого. Нерідко трапляються авто, які рухаються у лівій смузі із 200–300 км/год і ще швидше);

- Екстремально великовантажний або негабаритний транспорт, вантажні платформи, що перевищують стандарти ваги або ширини проїзної смуги — рухаються автобанами як правило вночі, щоб не заважати основному транспортому потоку. Вони позначені жовтим кольором, обладнані жовтими проблисковими маячками та мають спереду і позаду машини супроводження також з маяковими вогнями.

## Дорожні знаки на автобані
Всі інформаційно-вказівні знаки на автобанах Німеччини мають блакитний колір. Цим вони відрізняються від дорожних вказівних знаків мережі федеральних (Bundesstraße), земельних (Landesstraße), повітових (Kreisstraße) та інших місцевих доріг, які мають жовтий колір.

## Шляхова автобанна поліція

Автобани в Німеччині

Автобани в Австрії

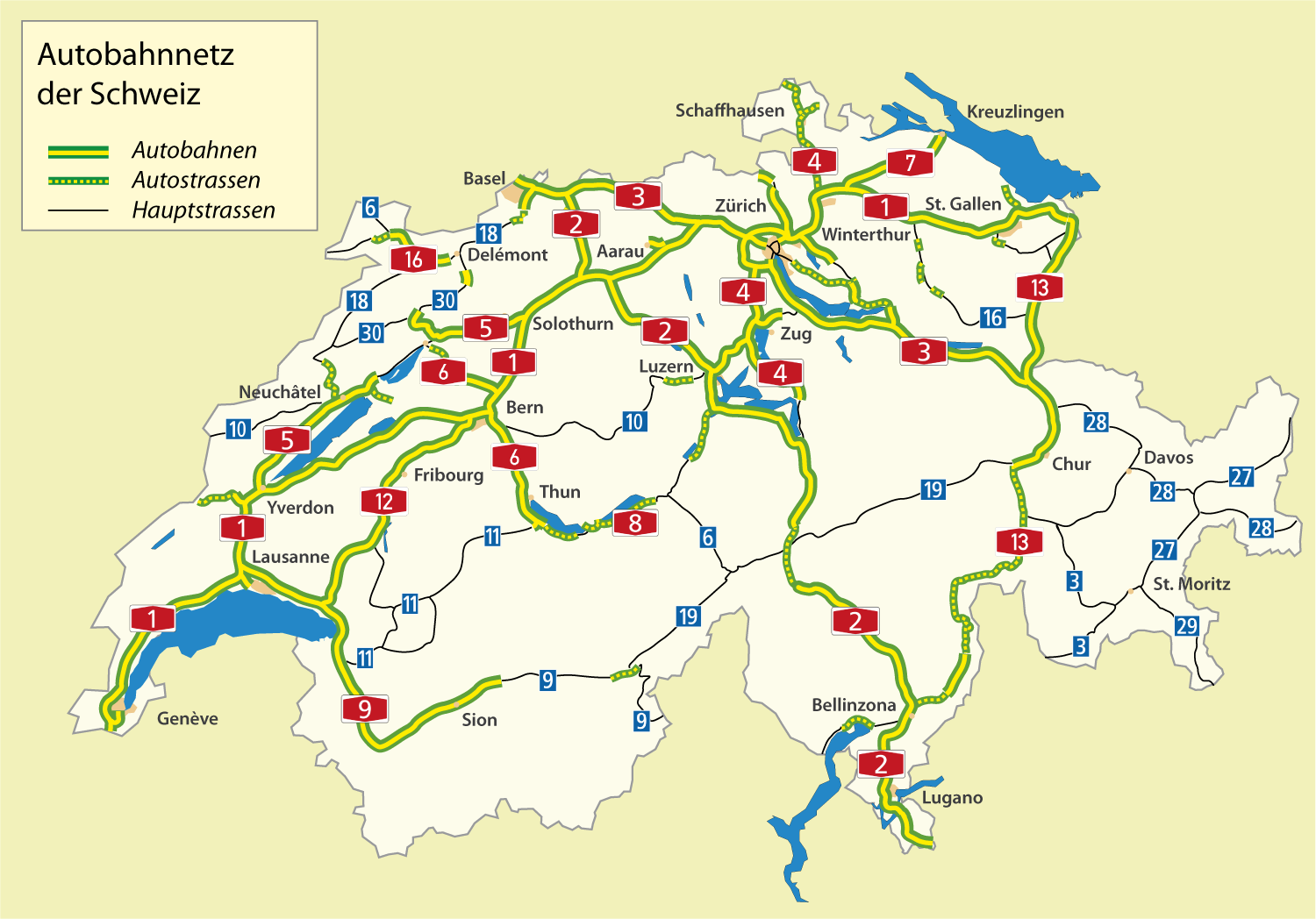
Автобани в Швейцарії

## Цікаві факти
- Середня вартість спорудження одного кілометра автобану в Німеччині становить 26,8 мільйона євро. Приблизно чверть суми (6,7 мільйона) — це безпосередньо витрати на будівництво полотна. Три чверті ж ідуть на планування та отримання дозволів (у середньому 950 годин на місяць протягом 20 років чиновники різних відомств займаються перевіркою аспектів планованого будівництва кожного кілометра: 9,4 мільйона євро), незалежні експертизи (5,7 мільйона євро) і на супутні заходи: будівництво протишумових бар'єрів, озеленення, дорожні знаки і покажчики, електронні системи регулювання руху тощо (5 мільйонів).
- 9 квітня 2008 рік найменша федеральна земля ФРН Бремен ввела обмеження швидкості 120 км/год на всіх відрізках автобанів, які знаходяться на її території, ставши тим самим єдиною землею в Німеччині, на території якої немає жодної ділянки дороги з необмеженою швидкістю руху. Земля Бремен складається з двох міст — Бремена і Бремергафена (розділених територією федеральної землі Нижня Саксонія) і по ній проходять приблизно 60 кілометрів автобанів, з яких на приблизно 54 км швидкість вже була обмежена раніше. За словами місцевого міністра природоохорони Райнера Лоску, такі заходи були прийняті з метою скорочення шкідливих викидів в атмосферу і зниження аварійності, але також для того, щоб послужити прикладом для інших земель ФРН. Це пояснюється тим, що в Бремені традиційно урядують СДПН та Зелені.

- На відміну від України, де на автомагістралях заборонена навчальна їзда, в Німеччині навпаки, їзда по автобану входить в обов'язкову програму навчання в автошколах.